# 奈季兰的希马岩画
希马井（羅馬化：Biʾr Ḥimā）岩画是沙特阿拉伯西南部奈季兰省的一处岩画遗址，位于奈季蘭以北约200公里。它的年代為旧石器时代至新石器时代以及公元前2500-1000年的时期。
它于2021年7月入選世界遗产。